# Chicot
Chicot  è un cortometraggio muto italiano del 1910 diretto da Giuseppe De Liguoro.

## Trama
Il cortometraggio è la trasposizione cinematografica della storia di Chicot, un buffone alla corte del re di Francia Enrico III.